# Monsonia parvifolia
Monsonia parvifolia là một loài thực vật có hoa trong họ Mỏ hạc. Loài này được Schinz mô tả khoa học đầu tiên.